# Dramma satiresco

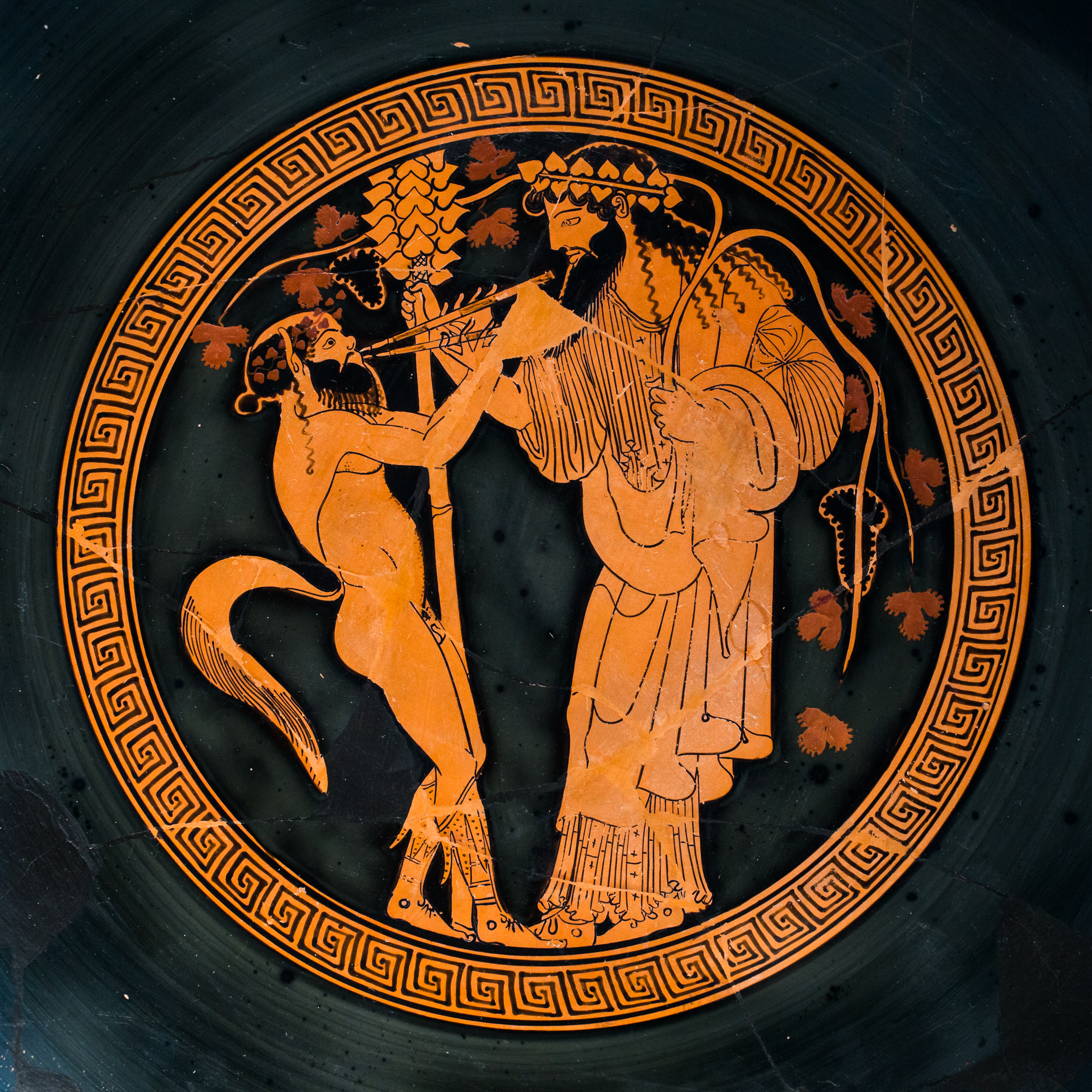
Un satiro suona laulos dinnanzi a Dioniso che regge un tirso, scena da vaso greco a figure rosse, anni 490 a.C.

Il dramma satiresco (σατυρικὸν δρᾶμα o σάτυροι) era una delle forme, insieme con la tragedia e la commedia, in cui si articolava il teatro greco classico.

## Caratteri
Riconducibile nella sfera del culto del dio Dioniso , si caratterizzava per una struttura abbastanza semplice in cui il coro era costituito da elementi travestiti da satiri caprini che si muovevano sulla scena alternando momenti di recitazione teatrale a momenti di vivace danza chiamata sìkinnis.
In una felice simbiosi, presentava la struttura della tragedia e il colorito farsesco della commedia. Le storie erano di tipo comico, a volte addirittura parodie di episodi mitologici, che presentavano i satiri nelle situazioni più disparate. Per esempio, negli Spettatori o atleti ai giochi istmici di Eschilo, essi sono atleti, mentre nel Ciclope di Euripide, essi sono i servitori di Polifemo in una gustosa parodia del celebre episodio dell'Odissea di Omero. Nel dramma satiresco, che presenta una felice conclusione, troviamo dunque aspetti burleschi e grotteschi, personaggi della tragedia nonché mostri e briganti della tradizione popolare.
Quanto ai personaggi e ai costumi utilizzati in questo genere teatrale, esiste un'importante testimonianza nelle pitture vascolari del Vaso di Pronomos, conservato presso il Museo archeologico nazionale di Napoli.

### Dramma satiresco e tragedia

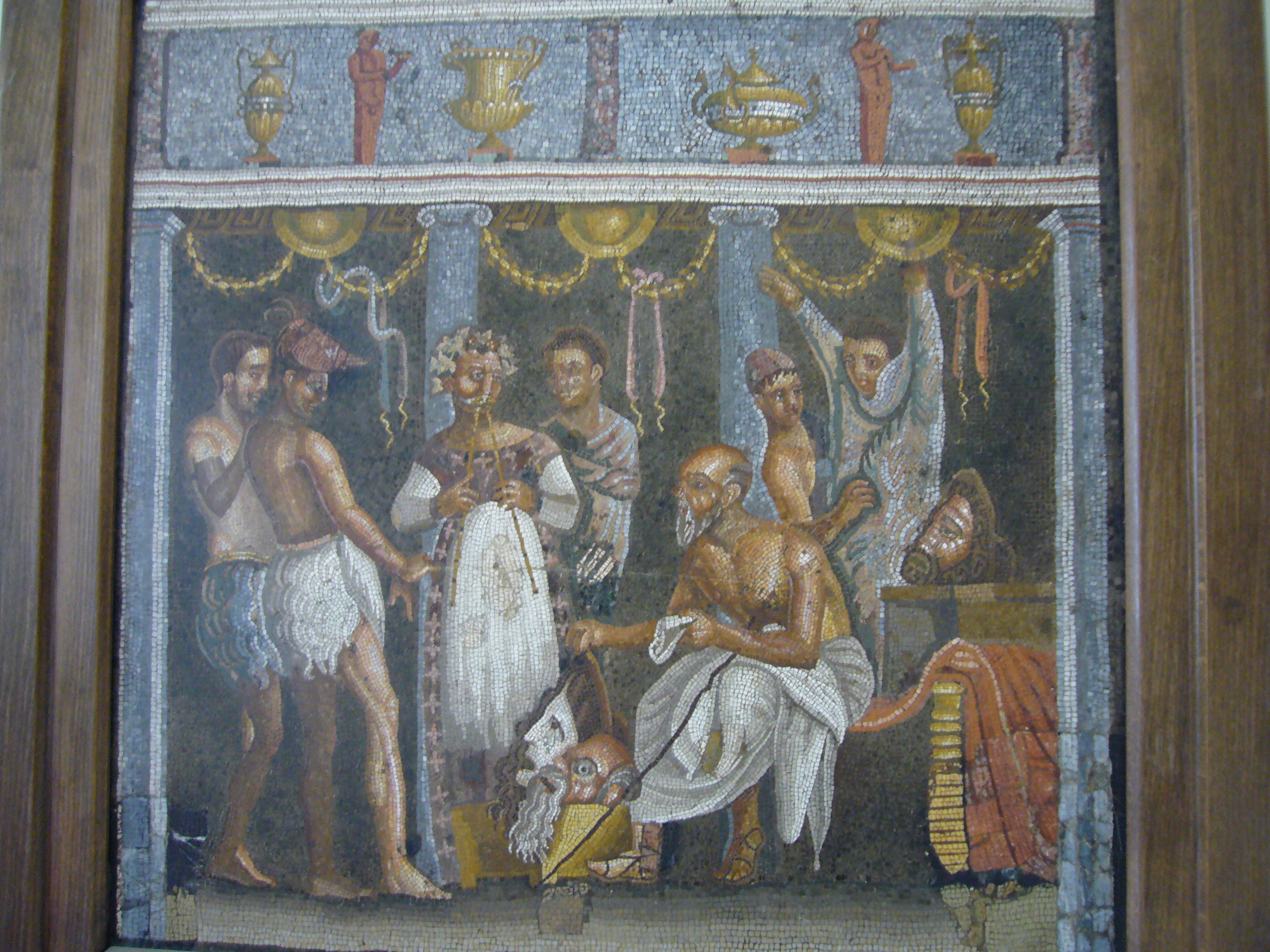
Attori in un mosaico dalla Casa del Poeta tragico a Pompei (Museo archeologico nazionale di Napoli).

Esso rappresenterebbe, seguendo la teoria aristotelica esplicata nella Poetica, lo stadio intermedio nel processo che dal ditirambo conduce alla tragedia; in pratica dal coro, che inneggiava al dio, si sarebbe staccato un elemento, il corifeo, per interagire dialogicamente col coro stesso. Dunque ci si troverebbe dinanzi a una forma poetica più remota rispetto alla tragedia stando alla testimonianza di Aristotele che nella Poetica parla di satyrikòn alludendo non tanto al dramma satiresco perfezionato e assurto a piena dignità letteraria solo con Pratina, bensì ad antecedenti satireschi della tragedia vera e propria.
La tragedia fagocitò questi precedenti e li avrebbe destinati all'oblio, se non fosse intervenuto il suddetto Pratina di Fliunte (500 a.C.) - a cui il lessico Suda assegna ben 32 di questi drammi -, l'"inventore" del dramma satiresco secondo gli eruditi alessandrini: costoro intendevano l'etimologia della parola tragedia come "canto per il sacrificio del capro" o come "canto per il capro" inteso come premio per il vincitore; secondo gli alessandrini dunque il dramma satiresco sarebbe posteriore alla tragedia.
Nei concorsi, ciascuno dei tre poeti tragici presentava una tetralogia comprensiva di tre tragedie più un dramma satiresco il cui compito era quello di rinfrancare l'animo degli spettatori rattristati dagli episodi luttuosi delle tragedie. La materia trattata era desunta dall'epos e dal mito. Una produzione percepita come "inferiore" rispetto alla tragedia, come dimostra il caso di Euripide che nel concorso del 438 a.C. in cui riportò il 2º premio presentò, dopo la trilogia Le Cretesi, Alcmeone a Psofide, Telefo, al posto del dramma satiresco, la tragedia Alcesti che contiene alcune scene comiche legate alla raffigurazione di Eracle ebbro e gozzovigliatore. A noi è, comunque, pervenuto un solo dramma satiresco integro, ossia il Ciclope di Euripide . Abbiamo però circa metà di un dramma di Sofocle (I cercatori di tracce) e ampi frammenti di due drammi di Eschilo (Gli spettatori o atleti ai giochi istmici e I pescatori con la rete).
La lingua del dramma satiresco è per vari aspetti molto vicina a quella della tragedia: alta percentuale di aggettivi composti, medesima patina dialettale e simile struttura metrica. Tuttavia si allontana dalla lingua tragica in più punti: ciò che maggiormente la differenzia è la presenza di alcuni volgarismi, l'alta percentuale di colloquialismi, una sintassi il più delle volte semplice e frasi relativamente corte, la presenza di elementi 'comici' o 'parodici' in un contesto serio, la resa mimetica di alcune scene mediante l'uso di imperativi, interiezioni, sintassi paratattica, ecc., e il riferimento a contesti simposiali, di banchetti e di coinvolgimenti sentimentali. Molte di queste caratteristiche sono condivise con la lingua della commedia (in particolare i volgarismi e i colloquialismi) ma in termini generali si può dire che la lingua satiresca appartiene al mondo della tragedia.